# Papyrus Abbott

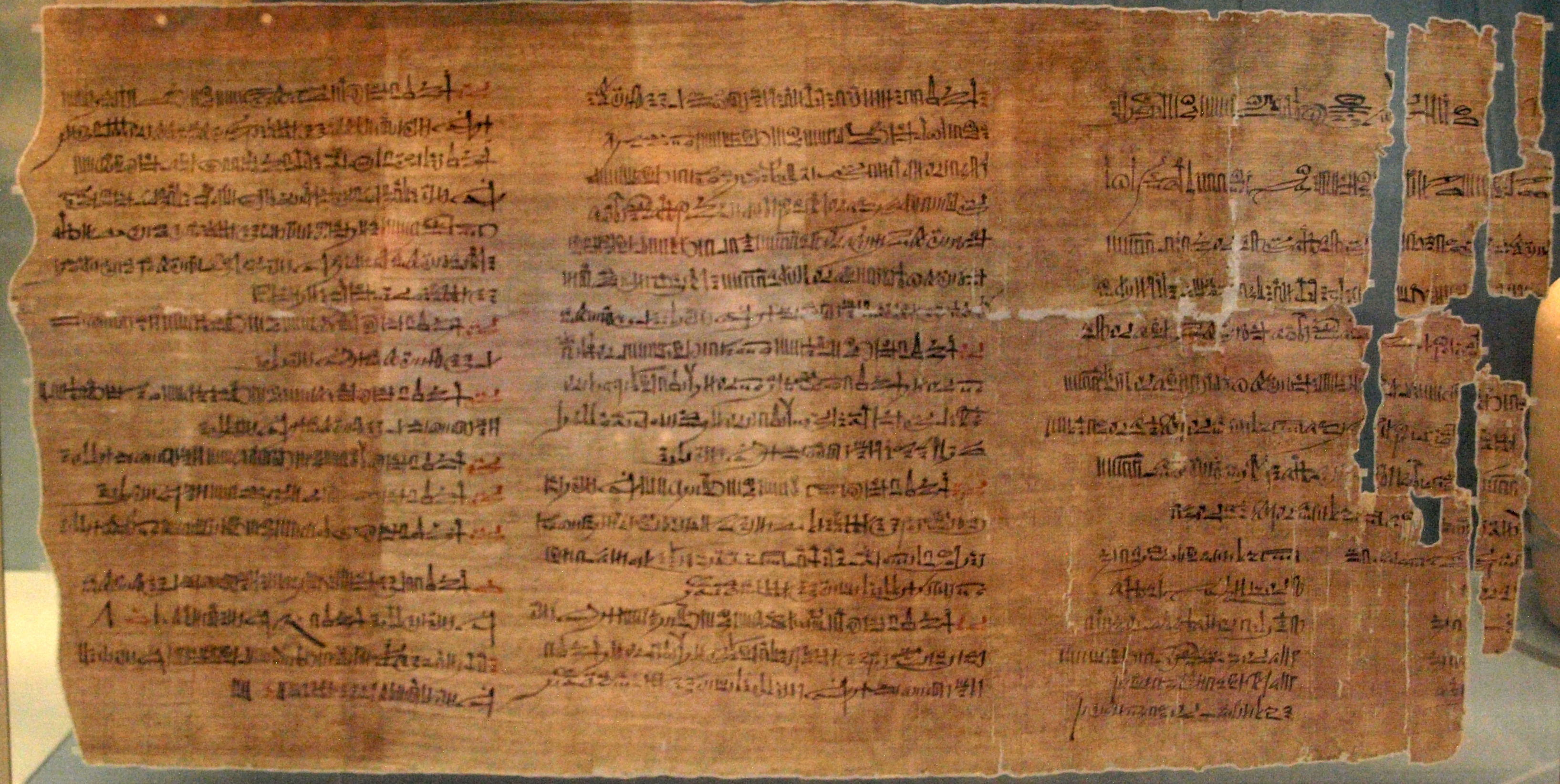
Le papyrus Abbott au British Museum.

Le papyrus Abbott détaille des enquêtes menées par des fonctionnaires d'Égypte antique, concernant des vols commis dans des tombes, qui ont eu lieu pendant le règne du pharaon Ramsès IX. Le document, qui a été nommé d'après son propriétaire d'origine, est désormais au British Museum.
L'enquête a débuté à la suite du pillage de dix tombes royales, ainsi que des sanctuaires de deux prêtresses d'Amon.
En plus des enquêtes sur des suspects, le document mentionne également l'état de nombreux tombeaux royaux, y compris ceux des pharaons Sekhemrê Oupmaât Antef et Sekhemrê Herouhermaât Antef, Sobekemsaf II, Séqénenrê Taâ, et Kamosé de la XVIIe dynastie.
La description de l'emplacement des tombes a contribué à la découverte du complexe pyramidal du pharaon Noubkheperrê Antef en 2001.